# Rue du Pont-Neuf (Paris)
Pour les articles homonymes, voir Rue du Pont-Neuf.
La rue du Pont-Neuf est une voie du 1er arrondissement de Paris, en France, partagé entre le quartier des Halles, au nord et le quartier Saint-Germain-l'Auxerrois, au sud. Elle a été percée dans la seconde moitié du XIXe siècle.

## Situation et accès
La rue donne l'accès au pont Neuf depuis la rive droite au sud, et au Forum des Halles par son autre extrémité au nord.
La voie continue par cette dernière extrémité et devient la rue Baltard, fermée à la circulation automobile depuis la fermeture des anciennes halles de Paris, puis la rue Montorgueil, la rue des Petits-Carreaux, la rue Poissonnière, la rue du Faubourg-Poissonnière pour aboutir à la Barrière Poissonnière. 
La rue actuelle est un point de passage important car elle croise plusieurs artères comme les voies des quais de Seine, la rue de Rivoli et la rue Saint-Honoré. Il y avait auparavant une entrée vers le parking du Forum des Halles, aujourd'hui rebouchée et convertie en trottoir.

## Origine du nom
Elle porte ce nom car elle aboutit au pont Neuf.

## Historique
Le 21 juin 1854, un décret approuve le plan du périmètre de restructuration des halles centrales. Ce plan prévoit l'ouverture d'une nouvelle rue entre le Pont-Neuf et les Halles. Le plan parcellaire des propriétés à exproprier pour « l’élargissement de la rue Tirechape et le prolongement de cette voie jusqu’au pont Neuf » est publié le 6 septembre 1865.
Les rues Étienne, de la Tonnellerie et Tirechappe sont absorbées par la nouvelle voie. Une partie de la rue de la Monnaie et la place des Trois-Maries, située au débouché du pont Neuf, disparaissent également. En 1867, la nouvelle voie est nommée « rue du Pont-Neuf ». La partie entre la rue Berger et la rue Rambuteau est renommée « rue Baltard » en 1877 ; cette rue a été supprimée lors de la construction du Forum des Halles.

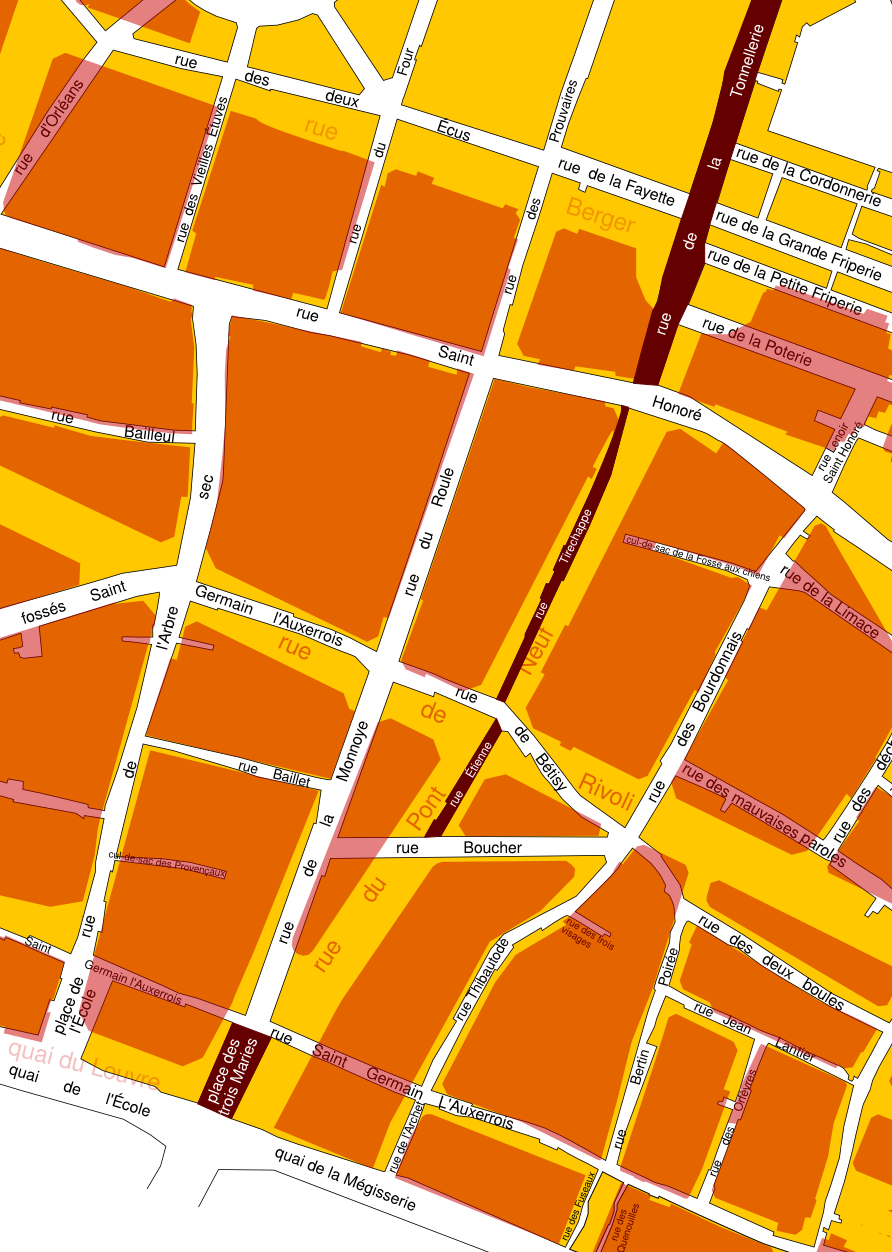
Superposition de la voirie actuelle sur la voirie avoisinante à la fin du XVIIIe siècle.
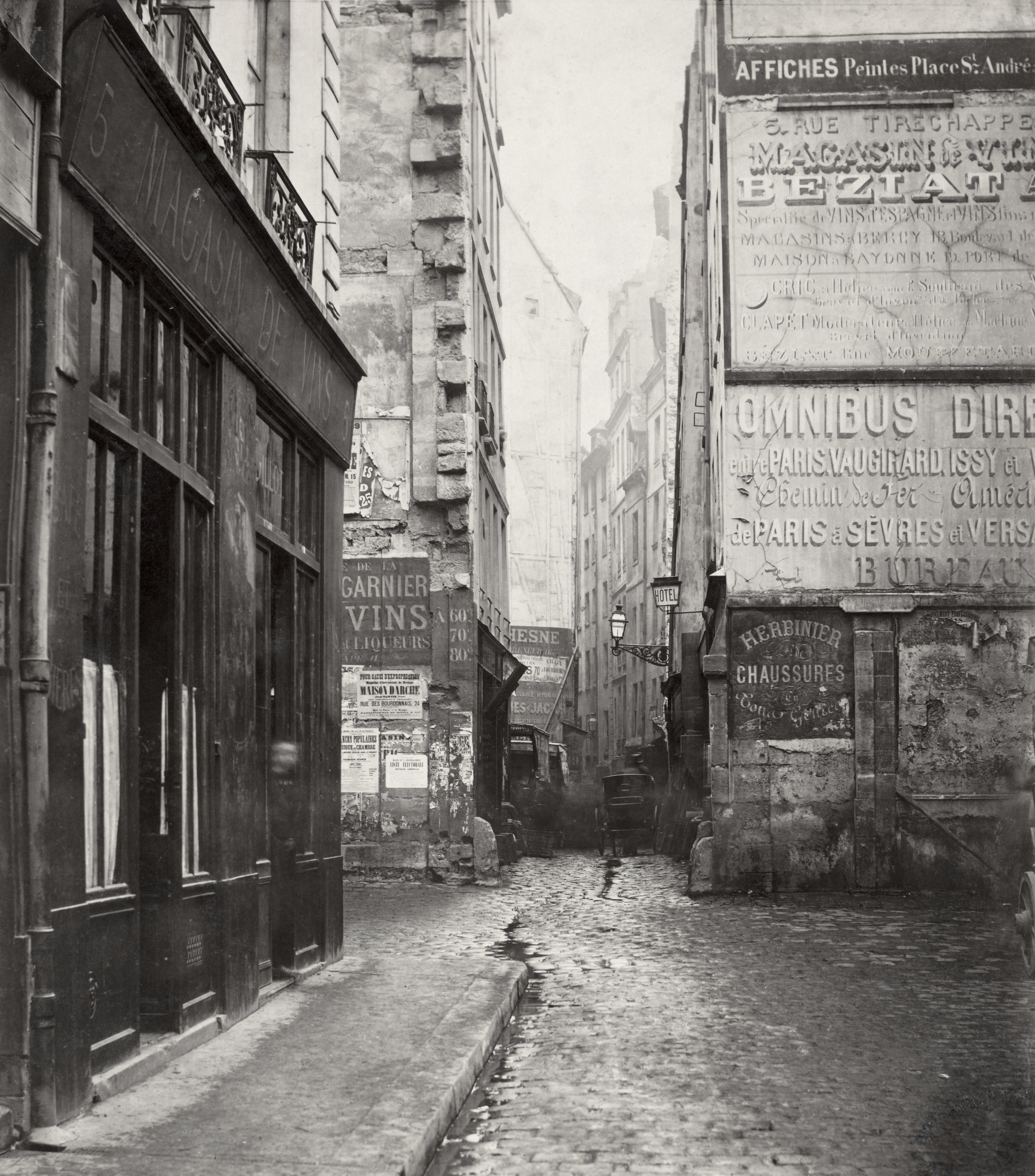
Rue Tirechape, depuis la rue de Rivoli.
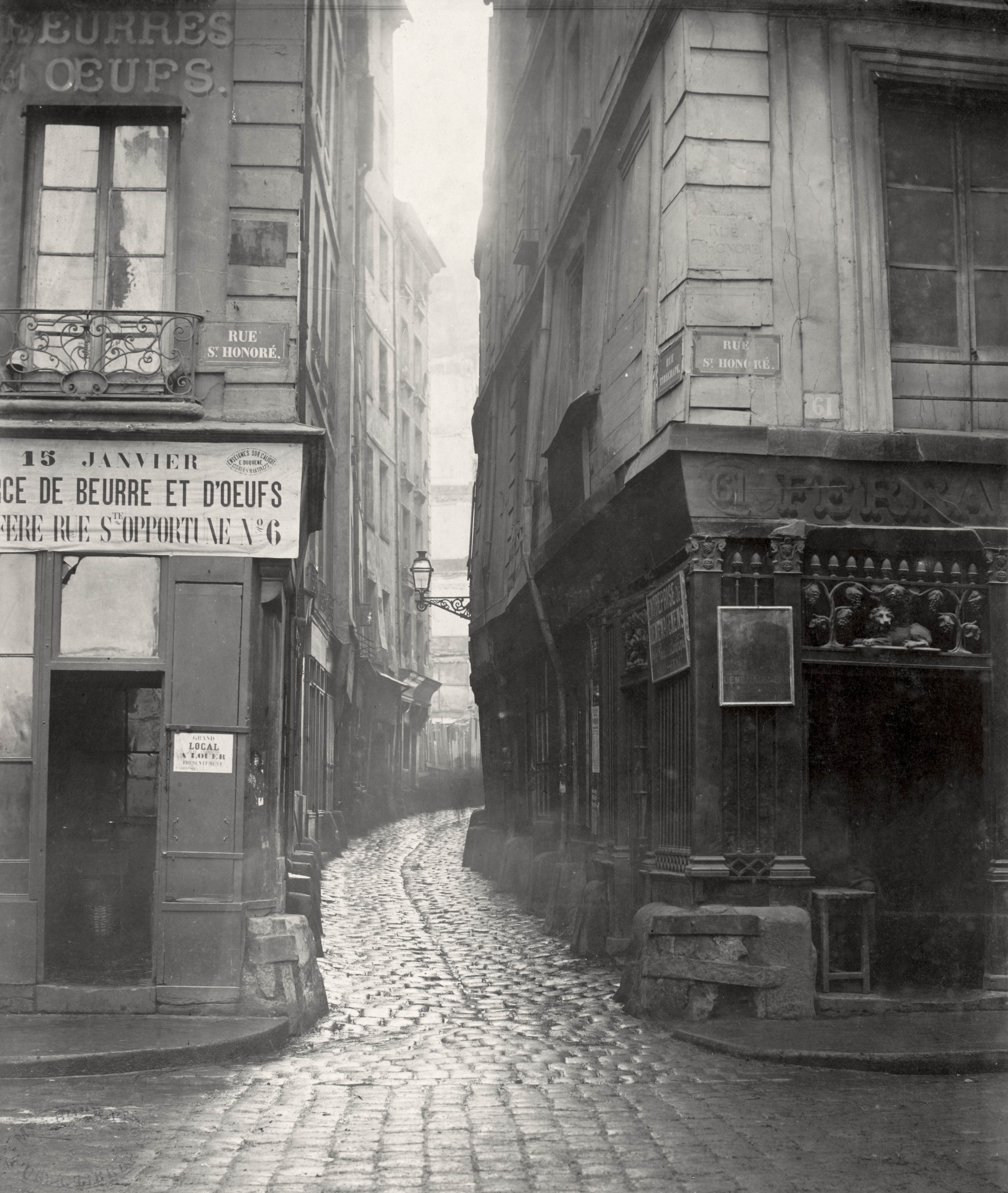
Rue Tirechape, depuis la rue Saint-Honoré.
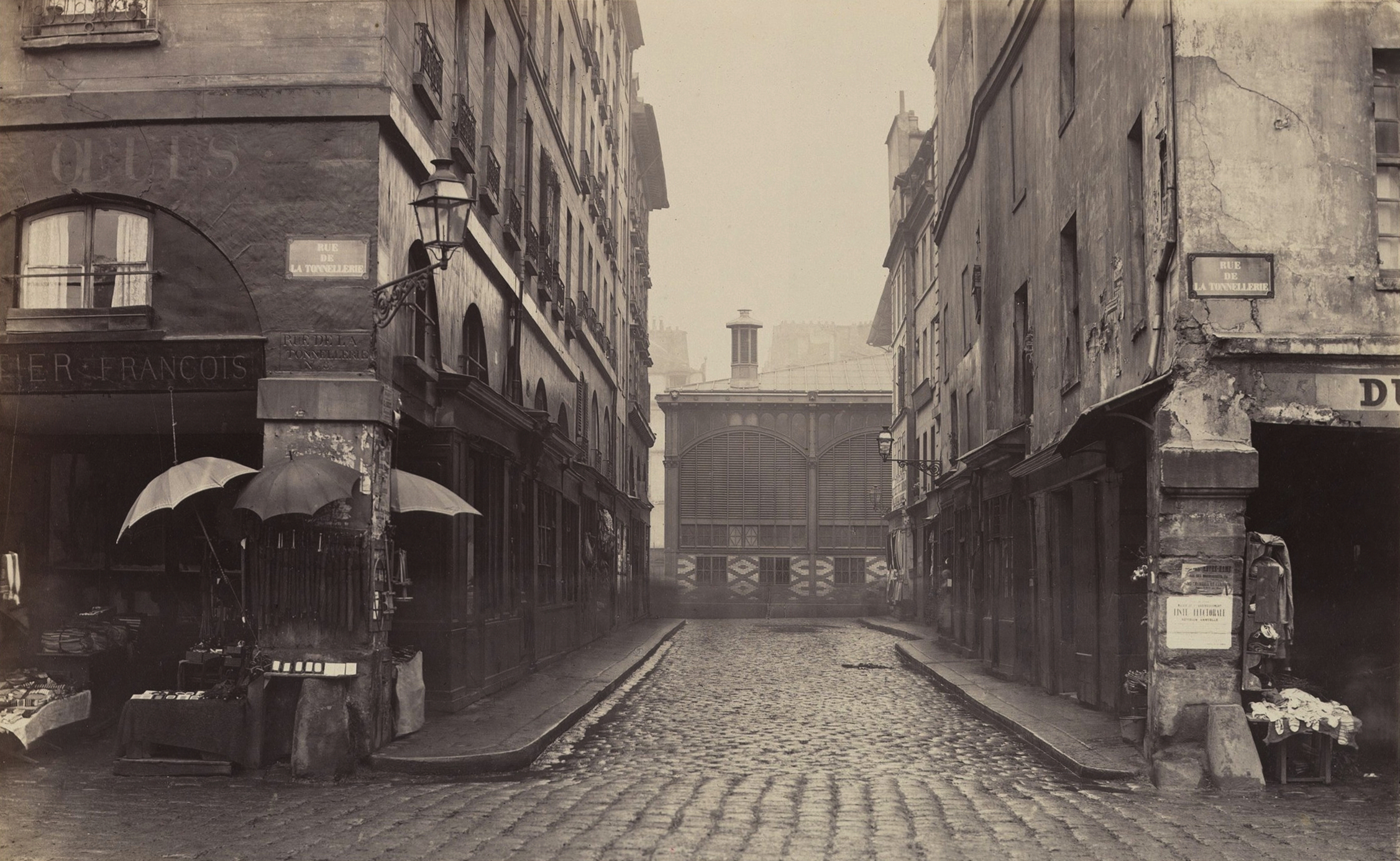
Débouché de la rue du Contrat-Social sur la rue de la Tonnellerie.

## Bâtiments remarquables et lieux de mémoire
- No 1, à l'angle avec le quai du Louvre : grand magasin La Samaritaine,  Inscrit MH (1990).
Au dernier étage, le Kong, restaurant aménagé en 2003 par le designer Philippe Starck, dont la verrière est dans l'axe du pont Neuf[6],[7],[8]. Une scène du film Ne le dis à personne (2006) y est tournée[9].
- No 2, à l'angle avec le quai de la Mégisserie : ancien site du magasin À la Belle Jardinière (1867-1972)[10].
- No 4/6 Au pont neuf, magasin Henri Esders.
- No 31 : Molière serait né dans une maison qui se trouvait à cet emplacement ; un buste au-dessus d'une inscription gravée lui rend hommage. À proximité, 96 rue Saint-Honoré, se trouve une plaque commémorative affirmant la même chose[11],[12]. On doit cette inscription, indiquant la naissance de l'homme de lettres en 1620, alors qu'il est né en 1622, à un propriétaire peu scrupuleux qui, en achetant l’édifice, pensait qu'il pouvait lui donner une plus-value en érigeant cette fausse plaque[13].
- No 33 : bar-restaurant Au chien qui fume,  Inscrit MH (1984).

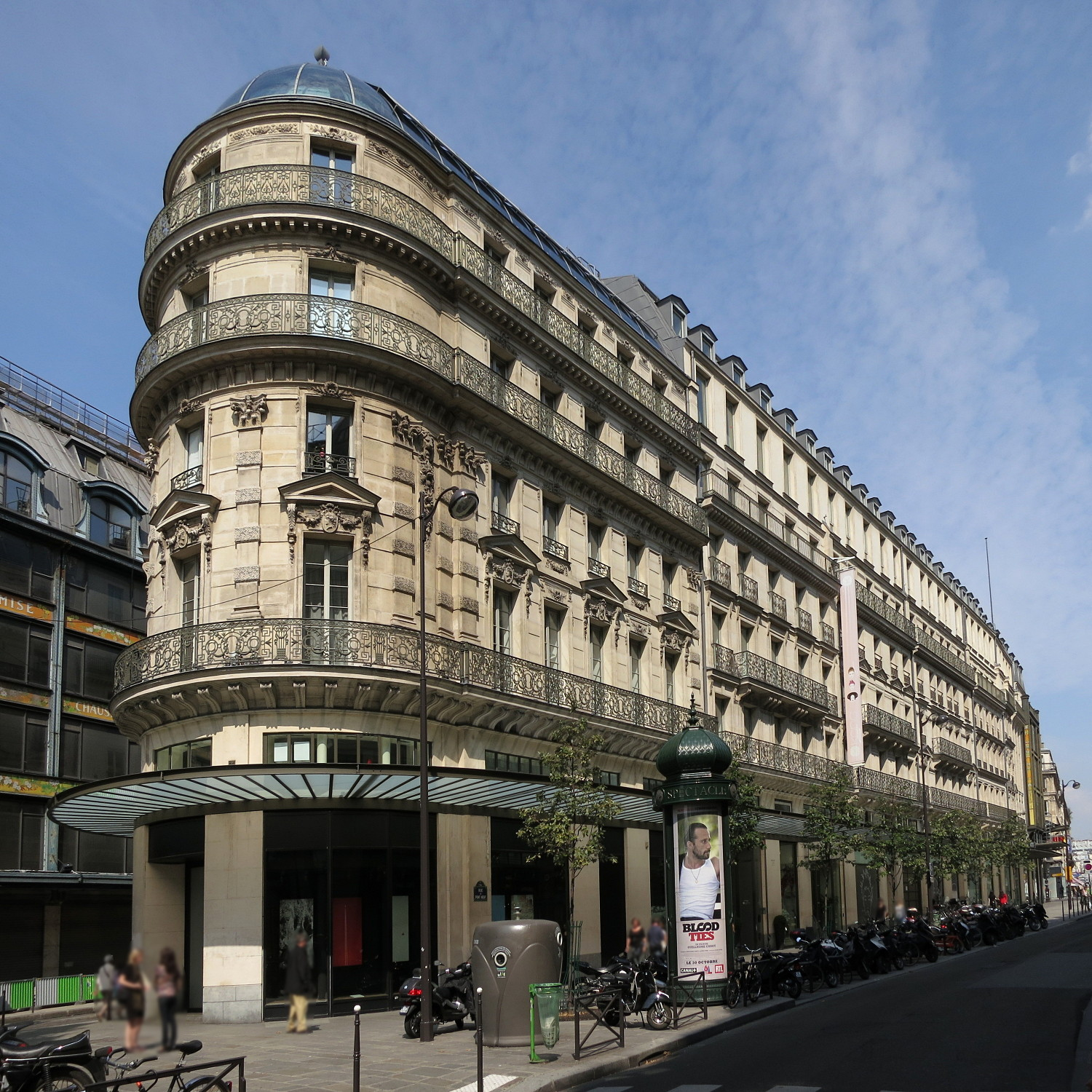
No 1.
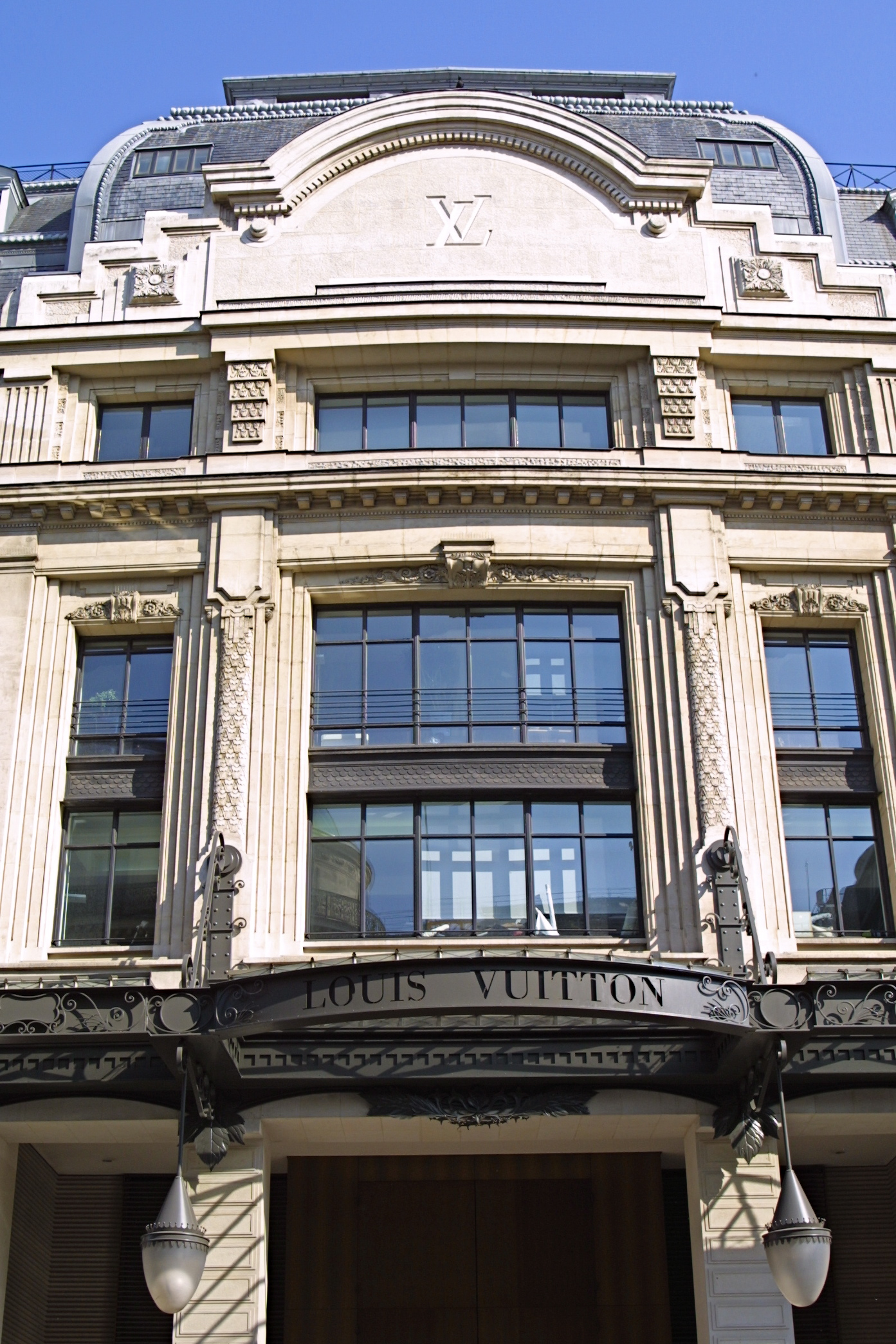
No 2.
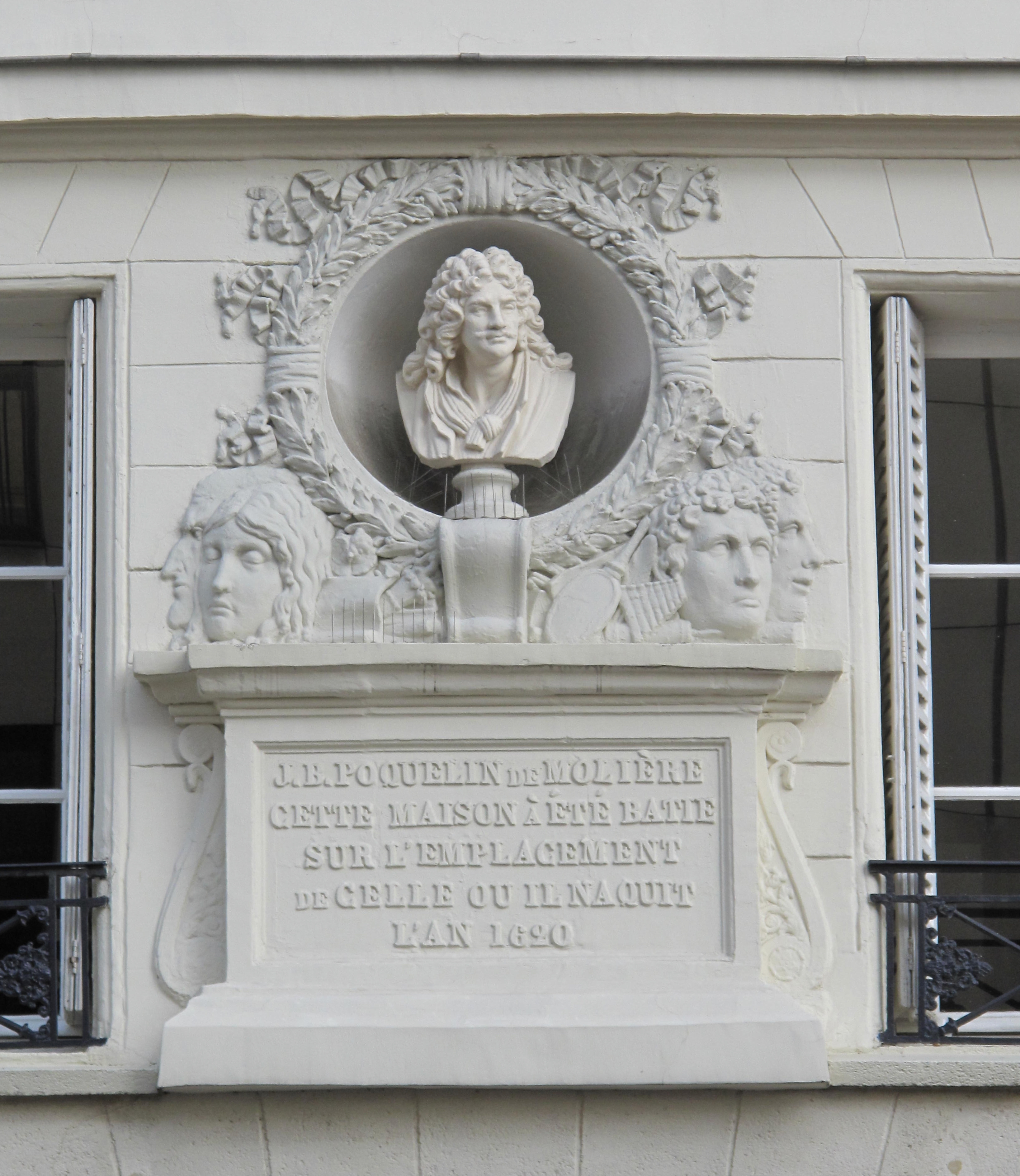
No 31.
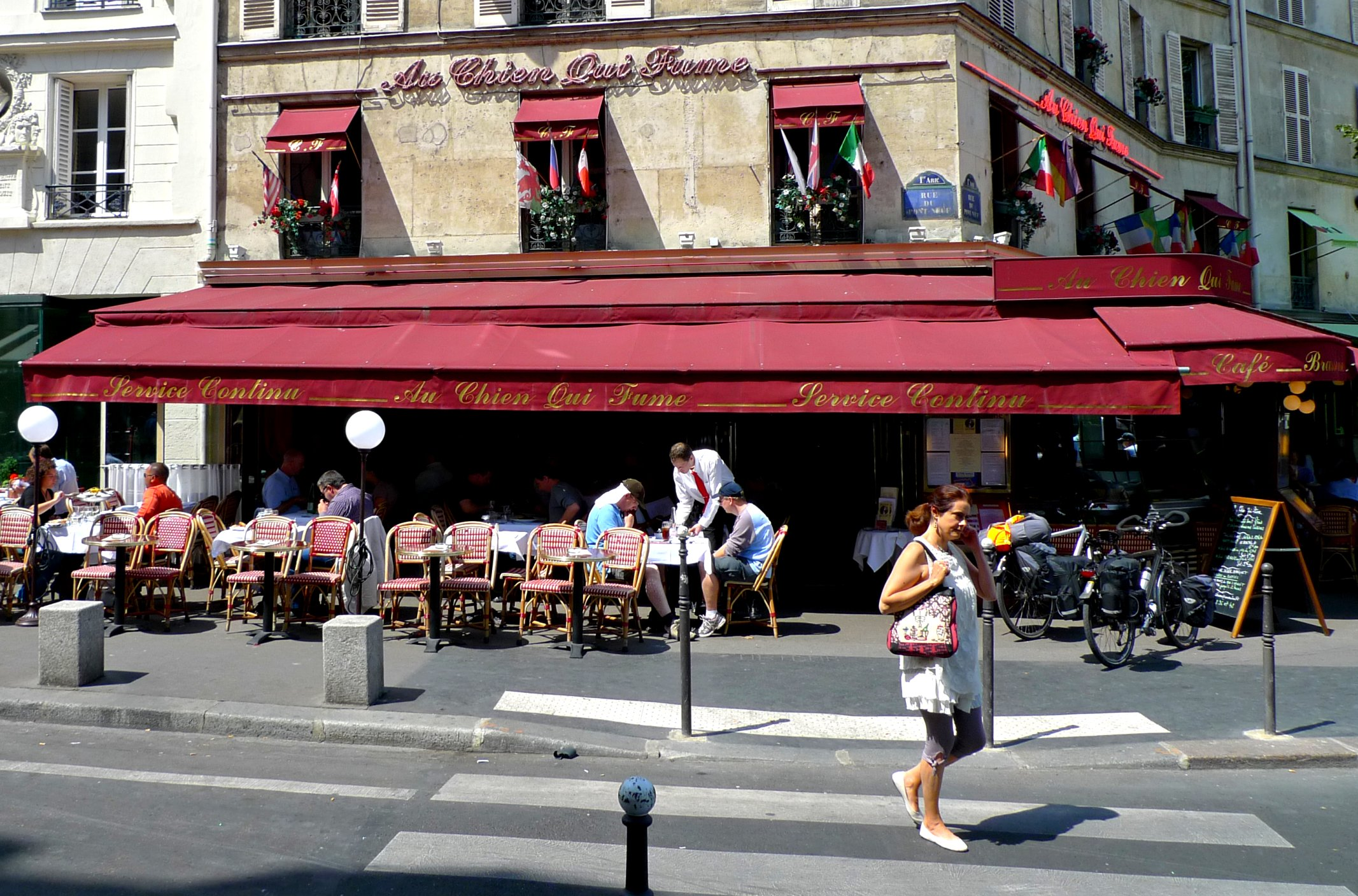
No 33.

## Pour approfondir